# Edibe Subaşı
Edibe Subaşı o Edibe Kutucuoğlu (Elazığ, 8 de març de 1920 o 1922 – İzmir, 7 de maig de 2011) fou una de les primeres dones aviadores i paracaigudistes de Turquia. Es considera la primera dona turca pilot d'acrobàcia aèria.

## Trajectòria professional
Edibe Subaşı va assistir a l'escola de planadors d'Eskişehir el 1937 amb 17 anys, per a aprendre a volar, escollida juntament amb quatre noies (Naciye Toros, Muzaffer Yay, Yıldız Uçaner i Sahavet Karapars), entre les 36 joves turques que s'hi van presentar. Segons ella, va iniciar-se a l'escola als 15 anys, ja que va canviar la seva edat en el registre de naixement per poder ser acceptada.
Subaşı es troba entre les primeres dones turques que van pilotar avions, formant part de l'alumnat de Sabiha Gökçen. Moltes fonts consideren a Gökçen la primera dona turca pilot o, en tot cas, la primera pilot turca militar (ja que altres referències assenyalen Bedriye Tahir Gökmen com la primera pilot civil). De jove va volar a Atenes i Roma amb la seva avioneta. Més tard es convertiria en professora de vol. Visità diversos països com Espanya, França o Estats Units per a realitzar acrobàcies aèries, participar en competicions o simplement com a invitada.
Durant la seva carrera d'aviadora, en la dècada dels 50, patí dos accidents aeris. L'últim accident, fou l'any 1957, a causa del qual es va trencar 22 osos i va patir cremades en gran part del seu cos. La varen operar 15 vegades en tres mesos. Aquella situació l'obligà a retirar-se de l'aviació el mateix any.

## Vida familiar
El seu primer marit, Talat Subaşı, també era pilot i professor de vol, com ella. Es van casar el 8 de març de 1941 —dia de l'aniversari d'Edibe— i tingueren una filla, Tülin (1943-46, morta d'una malaltia) i un fill Akan (1947). Talat Subaşı, va morir en un accident, en un aterratge d'emergència a Lapseki el 1954, treballant com a pilot de les Aerolínies Turques.
El 1958, un any després de l'accident a causa del qual va abandonar la carrera d'aviació, Edibe es va tornar a casar, en segones núpcies, amb Kenan Kutucuoğlu, als 38 anys.